# Composizioni di Theodor Kirchner

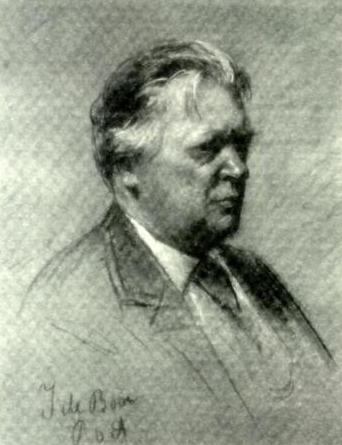
Theodor Kirchner nel 1898

Lista delle composizioni di Theodor Kirchner, ordinate per genere.

## Per Pianoforte

### Per Pianoforte Solista
- Dieci pezzi per pianoforte, Op. 2
- Grüße an meine Freunde, Op. 5
- Albumleaves, Op. 7
- Scherzo, Op. 8
- 16 Preludi, Op. 9
- Skizzen, Op. 11
- Adagio quasi Fant, Op. 12
- Lieder ohne Worte, Op. 13
- Neun Fantasiestücke, Op. 14
- Kleine Lust- und Trauerspiele, Op. 16
- Neue Davidsbündlertänze, Op. 17
- Legenden, Op. 18
- Zehn Klavierstücke nach eigenen Liedern, Op. 19
- Aquarellen, Op. 21
- Acht Romanzen, Op. 22
- 12 Valzer, Op. 23
- Still und bewegt, Op. 24
- Nachtbilder, Op. 25
- Album, Op. 26
- Sei Capricci, Op. 27
- Notturni, Op. 28
- Aus meinem Skizzenbuch, Op. 29
- Studien und Stücke, Op. 30
- Im Zwielicht, Op. 31
- Aus trüben Tagen, Op. 32
- Ideale, Op. 33
- Sette Valzer, Op. 34
- Giocattoli (14 Pezzi facili per pianoforte), Op. 35
- Fantasien am Klavier, Op. 36
- Vier Elegien, Op. 37
- 12 Studi, Op. 38
- Dorfgeschichten, Op. 39
- Verwehte Blätter, Op. 41
- Mazurkas, Op. 42
- Quattro Polacche, Op. 43/1
- Polacca, Op. 43/2
- Blumen zum Strauß, Op. 44
- Sei pezzi per pianoforte, Op. 45
- 30 Kinder- und Künstlertänze, Op. 46
- Federzeichnungen, Op. 47
- Sechs Humoresken, Op. 48
- New Album Leaves: 2 Character Pieces, Op. 49
- An Stephen Heller, Op. 51
- Ein neues Klavierbuch, Op. 52
- Florestan und Eusebius, Op. 53
- Secondo Scherzo, Op. 54
- Nuova Immagine dell'Infanzia, Op. 55
- Fruhlingsgruß, Op. 56
- Plaudereien am Klavier, Op. 60
- Charakterstücke, Op. 61
- Miniaturen, Op. 62
- Gavotten, Menuetten und lyrische Stücke, Op. 64
- 60 Preludi, Op. 65
- Lieblinge der Jugend, Op. 66
- Cinque Sonatine, Op. 70
- 100 piccoli Studi per Pianoforte, Op. 71
- Dolci Canzoni e Danze, Op. 72
- Romantische Geschichten, Op. 73
- Alte Erinnerungen, Op. 74
- Neun Stücke für Klavier, Op. 75
- Reflexes, Op. 76
- Polacca, Op. 77/1
- Valzer, Op. 77/2
- Länder, Op. 77/3
- Les Mois de l'Année, Op. 78
- Otto Pezzi per Pianoforte Solista, Op. 79
- Albumblätter (Neue Folge), Op. 80
- Gedenkblätter, Op. 82
- Bunte Blätter, Op. 83
- Otto Notturni, Op. 87
- Aus der Jugendzeit, Op. 88
- Zwölf Fantasiestücke, Op. 90
- Confidences, Op. 96
- Wolkenbilder, Op. 100
- Memoryleave, Op. 101
- Valzer, Op. 104
- 36 Studi Ritmici e Melodici, Op. 105
- Vorbereitungsstudien, Op. 106
- Valzer Tedesco
- Bilder aus Osten von Robert Schumann, Transcription for Solo Piano
- Spanische Tänze von Sarasate for Piano
- 2 Danze Italiane
- Danze Ungheresi di J. Brahms
- Diana e Marte
- Liebeslieder Walzer von Johannes Brahms, Trascrizione per Pianoforte Solista
- Lieblinge der Jugend
- 10 Lieder di Frédéric Chopin, Trascrizione per Pianoforte Solista
- Morceau melancolique
- 5 Piccoli Preludi
- Stücke für Enkel
- Tempo di Valzer
- Valzer di Čajkovskij dalla Serenata per Orchestra d'Archi, Transcrizione per Pianoforte Solista

### Per Pianoforte a Quattro Mani
- Dodici Compositioni Originali per Pianoforte, a quattro mani, Op. 57
- Due Marce per Pianoforte, a quattro hands, Op. 94
- Alte Bekannte im neuen Gewande for Piano, Four hands

### Per Due Pianoforti
- Variationen über ein eigenes Thema per due Pianoforti, Op. 85
- Sette valzer for due Pianoforti, Op. 86

## Per Organo
- 13 Composizioni per Organo

## Musica da Camera

### Per Violino e Pianoforte
- Schlummerlied und Romanze per Violino e Pianoforte, Op. 63
- 12 Fantasiestücke per Violino e Pianoforte, Op. 90
- Albumblatt per Violino and Pianoforte

### Per Violoncello e Pianoforte
- Eight Pieces per Cello and Piano, Op. 79

### Trii per Pianoforte
- Ein Gedenkblatt per Pianoforte - Trio, Op. 15
- 15 Kindertrios per Pianoforte - Trio, Op. 58
- 12 Novelleten per Pianoforte - Trio, Op. 59
- Zwiegsang per Pianoforte - Trio, Op. 83/1
- Humoreske per Pianoforte - Trio, Op. 83/2
- Romanze per Pianoforte - Trio, Op. 83/3
- Scherzino per Pianoforte - Trio, Op. 83/4
- Novellette per Pianoforte - Trio, Op. 83/5
- Lied ohne Worte per Pianoforte - Trio, Op. 83/6
- Barcarola per Pianoforte - Trio, Op. 83/7
- Serenata per Pianoforte - Trio, Op. 83/8
- Erzählung per Pianoforte - Trio, Op. 83/9
- Mädchenlied per Pianoforte - Trio, Op. 83/10
- Capriccio per Pianoforte - Trio, Op. 83/11
- Abenmusik per Pianoforte - Trio, Op. 83/12
- Due Terzetti per Pianoforte - Trio, Op. 97
- Due Terzetti per Pianoforte - Trio, Op. 99
- Serenata in MI Maggiore per Pianoforte - Trio
- Piccoli Trii per Pianoforte - Trio
- Sei Pezzi in Forma Canonica per Pianoforte - Trio (sull'Op. 56 di Robert Schumann)
- Humoresque per Pianoforte - Trio

### Quartetti per pianoforte
- Quartetto per Pianoforte in DO Minore, Op. 84

### Quartetti d'archi
- Quartetto d'Archi in SOL Maggiore, Op. 20
- Nur Tropfen per Quartetto d'Archi

### Altri
- Due Pezzi per Violino e Organo, Op. 91
- Due Pezzi per Violoncello e Organo, Op. 92

## Musica Corale
- Vier Gedichte von Goethe, Op. 69
- Volkslieder, Op. 93
- Die heilige Nacht
- Schweizers Heimweh

## Lieder
- Zehn Lieder, Op. 1
- Mädchenlieder, Op. 3
- Vier Lieder, Op. 4
- Funf Lieder, Op. 6
- Zwei Könige, Op. 10
- Drei Gedichte, Op. 40
- Sechs Lieder, Op. 50
- Liebeserwachen, Op. 67
- Nähe des Geliebten, Op. 68
- Sechs Lieder, Op. 81
- Ich wandere durch die stille Nacht, Op. 95
- Heinrich in Canossa, Op. 102
- Ein schöner Stern geht auf, Op. 103
- Bitten
- Bitte weil auf mir
- Du wundersüsses Kind
- Ich hab im Traum geweint
- Singe, weine, bete
- Wiegenlied Eia Popeia